# Cotarsina sulferea
Cotarsina sulferea là một loài bướm đêm trong họ Noctuidae.